# Mujahidin

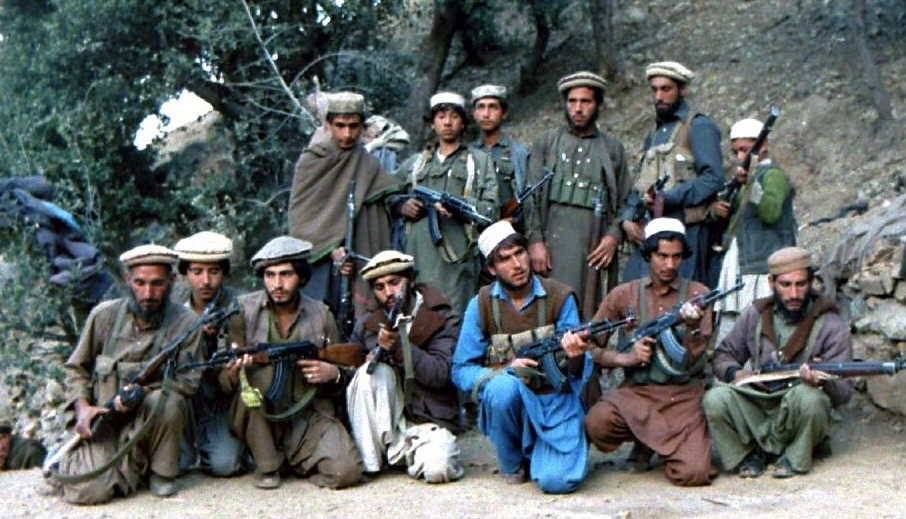
Guerrilheiros mujahidins lutando no Afeganistão, em 1987.

Mujahidin  (مجاهدين; também transliterado como mujāhidīn, mujahedin, mujaidim, etc.) é a forma plural de mujahid (مجاهد), que se traduz literalmente do árabe مجاهدين (muǧāhidīn), como "combatente" ou "alguém que se empenha na luta (jihad)", embora o termo seja frequentemente traduzido como "guerreiro santo".
No fim do século XX, a palavra se popularizou através dos mass-media, aplicando-se quase exclusivamente a combatentes armados que se inspiram no fundamentalismo islâmico. Entretanto, mujahid nem sempre tem significado religioso, podendo designar também aquele que combate pela pátria, por seu povo, por seu Estado, por sua família ou pelo bem da coletividade, com um sentido laico e nacionalista. Al-Mujāhid al-Akbar ou "o combatente supremo", era o epíteto aplicado ao "laico" presidente da Tunísia, Habib Bourguiba. Também o jornal mais importante da FLN chamava-se al-Mujāhid.[carece de fontes?]
Já no sentido religioso, os mujahidin são combatentes dispostos ao sacrifício da própria vida, em nome de Alá e da religião. De fato, buscam alcançar a glória da morte em combate, que, segundo o Alcorão, será recompensada com o paraíso e todas as bênçãos reservadas aos que defendem com coragem e honra os ideais do islã. Existem, todavia, certas regras para ser um mujahid e sacrificar a sua própria vida. Ele ou ela deve ser uma pessoa solteira, sem filhos, sem família, sem bens ou posses; não deve destruir casas que possam estar habitadas, não pode matar mulheres, velhos e crianças, nem lutar por dinheiro ou qualquer benefício que o Estado lhe possa oferecer.[carece de fontes?]